# Hugo Grüters
Hugo Grüters (* 8. Oktober 1851 in Uerdingen; † 19. August 1928 in Leukerbad) war ein deutscher Dirigent, Geiger und Komponist.

## Leben und Wirken
Hugo Grüters wurde als Sohn eines Organisten und Chorleiters geboren. Ersten Musikunterricht erhielt er von seinem Vater und seinem älteren Bruder. Mit 16 Jahren begann er ein Studium am Kölner Konservatorium, wo ihn u. a. Ferdinand Hiller unterrichtete. Mit 19 Jahren wurde er musikalischer Leiter in der niederländischen Stadt Zierikzee. Er kehrte aber nach drei Jahren nach Deutschland zurück, wo er 1873 Musikdirektor in Hamm wurde.
Nach der Heirat mit Frieda Gerson zog das Paar nach Zweibrücken. 1884 wurde Grüters Königlicher Musikdirektor in Duisburg. Diese Stellung hielt er für vierzehn Jahre, bevor er 1898 Musikdirektor in Bonn wurde. Dort war er für das Beethoven-Fest zuständig, organisierte aber auch 1900 das Händel-Fest und 1906 das Bonner Schumann-Fest. Zudem gehörte er dem Vorstand des Bonner Beethoven-Hauses an.
Zu seinen bedeutendsten Schülern zählten Fritz und Adolf Busch. Adolf Busch besuchte zur gleichen Zeit wie Grüters Sohn Otto das Konservatorium in Köln, er heiratete 1913 Grüters Tochter Frieda.
Grüters starb 1928, er liegt auf dem Poppelsdorfer Friedhof begraben.